# Phalloniscus cooki
Phalloniscus cooki är en kräftdjursart som först beskrevs av Henri Filhol1885.  Phalloniscus cooki ingår i släktet Phalloniscus och familjen Dubioniscidae. Inga underarter finns listade i Catalogue of Life.